# کارن آستین
کارن آستین (انگلیسی: Karen Austin؛ زادهٔ ۲۴ اکتبر ۱۹۵۵) یک هنرپیشه، و بازیگر سینما اهل ایالات متحده آمریکا است.
او در فیلم دور از خانه بازی کرده است.